# Малеев, Владимир Михайлович
Владимир Михайлович Малеев (род. 2 марта 1929, Кривой Рог) — украинский советский деятель, железнодорожник, машинист электровоза локомотивного депо станции Знаменка Кировоградской области. Депутат Верховного Совета СССР 6—8-го созывов.

## Биография
Родился 2 марта 1929 года в городе Кривой Рог в семье рабочего.
В 1946 году окончил Знаменское железнодорожное училище № 1 Кировоградской области.
В 1946—1950 годах — слесарь, кочегар поезда, помощник машиниста паровозного депо станции Долинская Кировоградской области.
В 1950—1955 годах — служба в Советской армии.
В 1957 году окончил курсы машинистов паровозов. После окончания курсов работал помощником машиниста паровозного депо станции Долинская.
В 1957—1962 годах — машинист паровозного депо станции Знаменка Кировоградской области.
Член КПСС с 1962 года.
С 1962 года — машинист электровоза локомотивного депо станции Знаменка Одесско-Кишинёвской железной дороги Кировоградской области.
Образование среднее специальное. В 1969 году окончил Одесский техникум железнодорожного транспорта, получил специальность техника-механика электровозного хозяйства.
Потом — на пенсии в городе Знаменка Кировоградской области.

## Награды
- Орден Ленина;
- Орден Октябрьской Революции (2 апреля 1981);
- Медаль «В ознаменование 100-летия со дня рождения Владимира Ильича Ленина» (1970);
- медали.